# Gymnothorax javanicus
Gymnothorax javanicus là một loài cá biển thuộc chi chi Cá lịch trần trong họ Cá lịch biển. Loài này được mô tả lần đầu tiên vào năm 1859.

## Từ nguyên
Từ định danh javanicus trong tiếng Latinh có nghĩa là "thuộc Java", hàm ý đề cập đến biển Java, nơi mẫu định danh của loài cá này được thu thập.

## Phạm vi phân bố và môi trường sống
Từ Biển Đỏ và bờ biển Đông Phi, G. javanicus được phân bố trải dài về phía đông đến tận bờ biển Costa Rica đến Panama, bao gồm cả đảo Cocos (Costa Rica) và quần đảo Galápagos (Ecuador), băng qua gần như toàn bộ khu vực Ấn Độ Dương - Thái Bình Dương, ngược lên phía bắc đến quần đảo Amami (phía nam Nhật Bản) và quần đảo Hawaii (ít gặp ở Hawaii nhưng phổ biến hơn ở đảo Johnston gần đó), xa về phía nam đến Úc.
Ở Việt Nam, G. javanicus được ghi nhận tại đảo Lý Sơn (Quảng Ngãi); vịnh Nha Trang (Khánh Hòa); bờ biển các tỉnh Phú Yên và Ninh Thuận.
G. javanicus sống trên các rạn viền bờ và trong đầm phá, có thể được tìm thấy ở độ sâu đến ít nhất là 50 m; cá con tập trung ở mặt bằng rạn của vùng gian triều.

## Mô tả
G. javanicus có thể đạt đến chiều dài là 3 m, và cũng là loài cá lịch có kích thước lớn nhất ở khu vực Ấn Độ Dương - Thái Bình Dương. Loài này có màu nâu với rất nhiều đốm đen trên cơ thể như da báo đốm. Nắp mang có đốm đen lớn nổi bật.
Ở Hawaii, một con G. javanicus dài 216 cm được ghi nhận có trọng lượng khoảng 29 kg.

## Sinh thái học

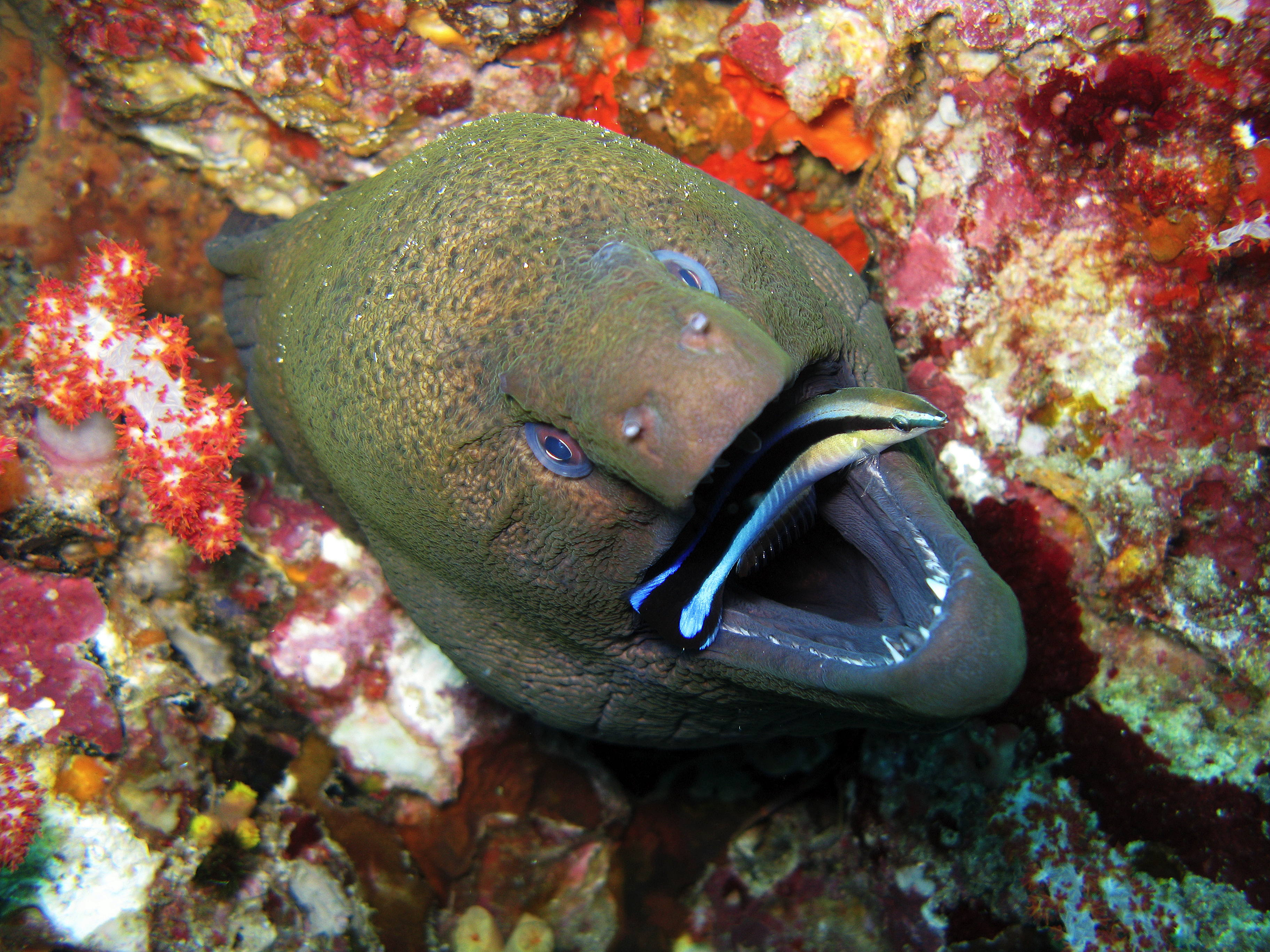
G. javanicus được cá bàng chài Labroides dimidiatus dọn vệ sinh

Thức ăn của G. javanicus chủ yếu bao gồm cá và động vật giáp xác. Loài này có thể gây ngộ độc ciguatera nên chỉ thường được nuôi làm cá cảnh ở các bể cá công cộng.
Khi bị chọc phá, G. javanicus có thể tấn công cả con người.

### Hợp tác săn mồi
Một nghiên cứu được công bố trên tạp chí PLOS Biology cho biết, G. javanicus và cá mú Plectropomus marisrubri có thể giao tiếp và phối hợp săn mồi, một điều đã được quan sát ở Biển Đỏ.
P. marisrubri và các loài cá mú nói chung là loài săn mồi vào ban ngày, trong khi G. javanicus lại săn mồi về đêm và thường nghỉ ngơi trong các hang hốc vào ban ngày. Chiến lược săn mồi của hai loài này cũng rất khác nhau. Cá mú là loài săn mồi ở vùng nước thoáng, còn cá lịch luồn qua những kẽ hở trên rạn san hô và cố gắng dồn con mồi vào hốc kẹt. Do đó, chiến lược săn mồi của hai loài này sẽ bổ sung cho nhau, đẩy con mồi vào tình thế tiến thoái lưỡng nan.
Để bắt đầu cuộc săn mồi, P. marisrubri bơi đến trước mặt G. javanicus và lắc đầu với tần suất cao (3–6 lần lắc mỗi giây) để ra hiệu cùng đi chung, và điều đó cũng cho biết P. marisrubri đang trong cơn đói.
G. javanicus có thể ăn cá mù làn Pterois miles, và có thể là một cơ chế kiểm soát số lượng các loài Pterois xâm lấn.

## Phương tiện
Những video dưới đây ghi lại quá trình G. javanicus và P. marisrubri cùng nhau săn mồi:
- P. marisrubri lắc đầu ra hiệu cho G. javanicus
- Cả hai cùng nhau bơi đi tìm mồi
- P. marisrubri báo hiệu nơi ẩn náu của con mồi để G. javanicus bơi đến